# Czarna zgnilizna korzeni truskawki
Czarna zgnilizna korzeni truskawki (ang. black root rot of strawberry) – grzybowa choroba truskawki (Fragaria × ananassa) wywołana przez wiele gatunków grzybów.

## Przyczyny choroby
W Polsce jako patogeny wywołujące czarną zgniliznę korzeni truskawki podawane są gatunki Phytophthora cactorum, Leptosphaeria coniothyrium, Thanatephorus cucumeris oraz nieokreślone gatunki należące do rodzajów Globisporangium i Pythium. W źródłach zagranicznych ważnym patogenem tej choroby jest także podstawkorożek szarawy (Ceratobasidium cornigerum). Ponieważ w Polsce jest to gatunek pospolity, można przypuszczać, że także w Polsce jest jednym ze sprawców tej choroby. W niektórych glebach czarna zgnilizna korzeni jest związana z interakcją między konkretnym grzybem glebowym a nicieniem Pratylenchus penetrans. Prawdopodobnie do powstania choroby przyczynia się kilka czynników:
- stopniowe zwiększanie się w glebie liczby chorobotwórczych mikroorganizmów i nicieni, gdy truskawki są uprawiane na tym samym miejscu przez dłuższy czas;
- interakcja tych organizmów ze środowiskowymi lub innymi czynnikami stresu, takimi jak szkody spowodowane herbicydem, uszkodzenia mrozowe lub przez nadmierną wilgotność gleby, która może sprawić, że rośliny będą bardziej podatne na infekcję;
- pewne warunki glebowe, takie jak gleby ciężkie (gliniaste) lub słabo odwodnione, które mogą sprzyjać aktywności chorób wywołujących grzyby i/lub hamujących zdolność rośliny truskawki do wytwarzania nowych korzeni w celu zrekompensowania ich uszkodzeń;
- na rozwój choroby mogą wpływać również inne, nieznane czynniki[1].

## Objawy choroby i jej szkodliwość
Jest to groźna choroba truskawek. W USA występuje we wszystkich rejonach uprawy tej rośliny. Najczęściej występuje na polach, na których truskawki uprawiano przez długi czas. Zwykle najpierw pojawia się w wilgotnych miejscach lub w częściach pola, gdzie gleba jest zbita. Takie warunki powodują osłabioną żywotność truskawek i ich podatność na choroby. Spadek wigoru zwykle zaczyna się w pierwszym roku owocowania, a objawy są najbardziej widoczne w ciągu ostatnich kilku tygodni przed zbiorami. Rośliny silniej porażone mogą obumrzeć przed zbiorami, częściej jednak chore rośliny nadal żyją, ale ich wzrost ulega zahamowaniu i dają mniejszy plon owoców. W następnym roku uprawy na tym polu odsetek roślin porażonych roślin znacznie wzrasta.
Chorobę rozpoznaje się wykopując kilka roślin i badając ich system korzeniowy. Wykonuje się to w okresie, gdy owoce truskawek zaczynają się wybarwiać. Na zdrowych roślinach widoczne będą obfite, mięsiste, białe korzenie i drobne korzenie boczne, a wnętrze starszych zdrewniałych korzeni jest żółtawobiałe. U korzeni porażonych czarną zgnilizną zwykle dochodzi do utraty wielu drobnych korzeni bocznych, a wzdłuż mięsistych białych korzeni pojawiają się nieregularne czarne plamy. W silnie porażonych roślinach nie widać białych korzeni. Wnętrze zainfekowanych starszych i zdrewniałych korzeni staje się czarne.

## Ochrona
Ponieważ czarna zgnilizna korzeni wywoływana jest przez wiele patogenów i do jej rozwoju przyczynia się wiele czynników środowiskowych, żadne ogólne środki ochrony nie są całkowicie skuteczne. Można zmniejszyć natężenie choroby kilkoma działaniami:
- do sadzenia używa się tylko zdrowych sadzonek pochodzących z renomowanej szkółki;
- należy stosować dwu-trzyletnie przerwy przed ponowną uprawą truskawek na tym samym polu;
- należy unikać ugniatania gleby ciężkimi maszynami i zwiększać jej pulchność resztkami pożniwnymi, takimi jak słoma;
- fumigacja gleby przed sadzeniem czasami jest skuteczna, ale nie zawsze[1].